# Triodia basedowii
Triodia basedowii là một loài thực vật có hoa trong họ Hòa thảo. Loài này được E.Pritz. miêu tả khoa học đầu tiên năm 1918.